# Litodonta centigerna
Litodonta centigerna är en fjärilsart som beskrevs av William Schaus 1928. Litodonta centigerna ingår i släktet Litodonta och familjen tandspinnare. Inga underarter finns listade i Catalogue of Life.